# Pedro Tochas
Pedro Tochas (Avelar, 27 de Março de 1972), é um comediante português com diversos espectáculos: do stand-up e malabarismo, ao teatro de rua e anúncios para a televisão.

## Biografia
De nome verdadeiro Pedro Nuno Simões Lopes dos Santos, estudou Engenharia Química na Universidade de Coimbra, onde fez parte do grupo Orxestra Pitagórica. Neste grupo, devido à sua aptidão em malabarismo com fogo, recebeu a alcunha de Tochas.
Fez formação em malabarismo, tendo indo para Inglaterra fazer um curso de Artes Circenses. No segundo ano deste curso recebeu uma bolsa da Fundação Gulbenkian.

## Carreira
Tochas destaca-se pela sua capacidade de improvisação, formação em vários tipos de espectáculo. Pedro Tochas já ganhou diversos prémios e consagrações, em especial para o seu trabalho "O Palhaço Escultor", com o qual fez actuações em várias partes do mundo.
Na televisão, participou no programa Dá-lhe Gás (2000) na SIC. Pertenceu ao quadro de actores do cómico Programa da Maria, na SIC em 2001. Em 2004, apresentou um programa de viagens, Vais ou Ficas na RTP, pertenceu ao grupo de jurados do Got Talent Portugal na RTP de 2015 a 2022.